# دانيال كون
دانيال كون (بالإنجليزية: Daniel Conn)‏ هو لاعب دوري الرغبي أسترالي، ولد في 14 فبراير 1986 في Goolma, New South Wales ‏ في أستراليا.

## وصلات خارجية
- الموقع الرسمي